# Aruba Aloe-museum
Het Aruba Aloe-museum is een museum op Aruba. Het is gevestigd in de Aruba Aloe Factory, toebehorend aan Aruba Aloe Balm NV en is gelegen naast de productievelden van de Hato Plantation. Het museum geeft informatie over de aloë vera, een plant die op Aruba al meer dan 160 jaar gecultiveerd wordt.
Deze plant werd ingevoerd rond 1800 en toen bleek dat het warme droge klimaat en de bodemsamenstelling zeer geschikt waren om commerciële plantages aan te leggen. Ook verwilderde de plant op het eiland. Aanvankelijk werd de hars geoogst als laxeermiddel. Later kwam men er achter dat de olie een heilzame werking heeft op de huid. De hoeveelheid werkzame stof ligt per plant op Aruba anderhalf keer hoger dan elders ter wereld.
In het museum wordt de geschiedenis van de teelt en huidige productie uitgelegd. Het museum is vrij te bezoeken, maar er kan ook een rondleiding gevolgd worden. Gedurende de rondleiding worden het museum en de fabriek bezocht en kan het productieproces zoals dat al lange tijd plaatsvindt aanschouwd worden. De ruimte waar de aloëplant gesneden en verwerkt wordt, wordt bezocht alsook het testlaboratorium en de afdeling waar de verpakking en opslag plaatsvindt. In het museum zelf is een permanente tentoonstelling over de geschiedenis van de aloë verateelt op Aruba.
In april 2021 ontving Aruba Aloe Balm NV als eerste Arubaanse onderneming het predicaat hofleverancier.